# Абдулла бін Мутаїб
Принц Абдула бін Мутаїб Аль-Сауд (13 жовтня 1984) — член правлячої родини Саудівської Аравії, також відомий вершник, олімпійський медаліст.

## Виступи на Олімпіадах
| Олімпіада   | Дисципліна       | Місце                 |
| ----------- | ---------------- | --------------------- |
| Пекін 2008  | конкур, особисті | участь (кваліфікація) |
| Пекін 2008  | конкур, командні | 11 к2/3               |
| Лондон 2012 | конкур, особисті | =26                   |
| Лондон 2012 | конкур, командні | 3                     |